# Claude Jorda
Pour les articles homonymes, voir Jorda.
Claude Jorda, né le 16 février 1938 à Bône (aujourd'hui Annaba), est un haut magistrat français. Il est notamment procureur général près la Cour d’appel de Paris et juge puis président du Tribunal pénal international pour l'ex-Yougoslavie.

## Biographie
Diplômé de l’Institut d’études politiques de Toulouse (promotion 1954), du barreau de Toulouse[Quoi ?] (1961) et de l’École nationale de la magistrature (1966), il a d’abord intégré l’administration centrale du ministère de la justice (1966-1970) et enseigné (1967-1970). Secrétaire général (1970-1976) puis directeur adjoint (1978-1982) de l’École nationale de la magistrature, il devient directeur des services judiciaires au ministère de la justice entre 1982 et 1985. Il est alors nommé procureur général près la Cour d’appel de Bordeaux, où il resta jusqu’en 1992, avant d’être promu procureur général près la Cour d’appel de Paris, jusqu’à sa nomination au Tribunal pénal international pour l'ex-Yougoslavie (TPIY).
Juge au Tribunal pénal international pour l’ex-Yougoslavie à partir de janvier 1994, Claude Jorda est porté en octobre 1995 à la présidence de la Chambre de première instance I. Il participe activement à la mise en place, puis à la conduite, de toute la gamme des procédures en vigueur au TPIY. Confirmé pour un second mandat de quatre ans, le 20 mai 1997, par l’Assemblée générale des Nations unies, il est élu le 16 novembre 1999, par ses pairs, à la présidence du Tribunal pénal international pour l'ex-Yougoslavie. Il présente en juin 2000 un rapport mettant en évidence les dysfonctionnements du TPIY et préconisant une réforme de sa structure. À la suite de ce travail, le nombre de magistrats est accru et des juges ad litem sont créés conformément à la volonté du Conseil de sécurité des Nations unies (résolution 1329 du 30 novembre 2000). Réélu par l'Assemblée le 14 mars 2001 pour un troisième mandat de juge permanent, il poursuit en tant que président sa mission d'amélioration et d'accélération du travail de la juridiction.
Il est élu le 8 février 2003 juge de la Cour pénale internationale (CPI) par les représentants de 85 pays qui ont ratifié le statut de ladite cour.
Membre de la Société française de droit international, Claude Jorda a effectué plusieurs missions de coopération judiciaire au Chili, au Guatemala, en Côte d’Ivoire, en Égypte, en Algérie, au Canada et à Madagascar.
Il est aujourd'hui président honoraire à la Cour nationale du droit d'asile et membre du bureau, depuis juin 2011, du bureau de l’Association française des juges de l’asile (AFJA).

## Pour approfondir